# Abu Dhabis Grand Prix 2012
Abu Dhabis Grand Prix 2012, officiellt 2012 Formula 1 Etihad Airways Abu Dhabi Grand Prix, var en Formel 1-tävling som hölls den 4 november 2012 på Yas Marina Circuit i Abu Dhabi, Förenade Arabemiraten. Det var den sjuttonde tävlingen av Formel 1-säsongen 2012 och kördes över 55 varv. Vinnare av loppet blev Kimi Räikkönen för Lotus, tvåa blev Fernando Alonso för Ferrari, och trea blev Sebastian Vettel för Red Bull.

## Kvalet
| KR. | Nr | Förare             | Konstruktör          | Q1       | Q2       | Q3       | Grid |
| --- | -- | ------------------ | -------------------- | -------- | -------- | -------- | ---- |
| 1   | 4  | Lewis Hamilton     | McLaren-Mercedes     | 1.41,497 | 1.40,901 | 1.40,630 | 1    |
| 2   | 2  | Mark Webber        | Red Bull-Renault     | 1.41,933 | 1.41,277 | 1.40,987 | 2    |
| 3   | 18 | Pastor Maldonado   | Williams-Renault     | 1.41,981 | 1.41,907 | 1.41,226 | 3    |
| 4   | 9  | Kimi Räikkönen     | Lotus-Renault        | 1.42,222 | 1.41,532 | 1.41,260 | 4    |
| 5   | 3  | Jenson Button      | McLaren-Mercedes     | 1.42,342 | 1.41,873 | 1.41,290 | 5    |
| 6   | 5  | Fernando Alonso    | Ferrari              | 1.41,939 | 1.41,514 | 1.41,582 | 6    |
| 7   | 8  | Nico Rosberg       | Mercedes             | 1.41,926 | 1.41,698 | 1.41,603 | 7    |
| 8   | 6  | Felipe Massa       | Ferrari              | 1.41,974 | 1.41,846 | 1.41,723 | 8    |
| 9   | 10 | Romain Grosjean    | Lotus-Renault        | 1.42,046 | 1.41,620 | 1.41,778 | 9    |
| 10  | 12 | Nico Hülkenberg    | Force India-Mercedes | 1.42,579 | 1.42,019 |          | 10   |
| 11  | 15 | Sergio Pérez       | Sauber-Ferrari       | 1.42,624 | 1.42,084 |          | 11   |
| 12  | 11 | Paul di Resta      | Force India-Mercedes | 1.42,572 | 1.42,218 |          | 12   |
| 13  | 7  | Michael Schumacher | Mercedes             | 1.42,735 | 1.42,289 |          | 13   |
| 14  | 19 | Bruno Senna        | Williams-Renault     | 1.43,298 | 1.42,330 |          | 14   |
| 15  | 14 | Kamui Kobayashi    | Sauber-Ferrari       | 1.43,582 | 1.42,606 |          | 15   |
| 16  | 16 | Daniel Ricciardo   | Toro Rosso-Ferrari   | 1.43,280 | 1.42,765 |          | 16   |
| 17  | 17 | Jean-Éric Vergne   | Toro Rosso-Ferrari   | 1.44,058 |          |          | 17   |
| 18  | 20 | Heikki Kovalainen  | Caterham-Renault     | 1.44,956 |          |          | 18   |
| 19  | 25 | Charles Pic        | Marussia-Cosworth    | 1.45,089 |          |          | 19   |
| 20  | 21 | Vitalij Petrov     | Caterham-Renault     | 1.45,151 |          |          | 20   |
| 21  | 24 | Timo Glock         | Marussia-Cosworth    | 1.45,426 |          |          | 21   |
| 22  | 22 | Pedro de la Rosa   | HRT-Cosworth         | 1.45,766 |          |          | 22   |
| 23  | 23 | Narain Karthikeyan | HRT-Cosworth         | 1.46,382 |          |          | 23   |
| DSQ | 1  | Sebastian Vettel   | Red Bull-Renault     | 1.42,160 | 1.41,511 | 1.41,073 | PL1  |

| Vidare från första kvalrundan ▬▬ Vidare från andra kvalrundan ▬▬ |

Noteringar:
- ^1   — Sebastian Vettel, som kvalade in på tredje plats, uteslöts från kvalet eftersom han bröt mot reglerna genom att inte ha tillräckligt med bränsle för det obligatoriska bränsleprovet till FIA. Domarna tillät honom att starta loppet från den sista startrutan. Red Bull gjorde förändringar på bilen innan loppet, vilket innebar att Vettel tvingades starta från depån.[1]

## Loppet

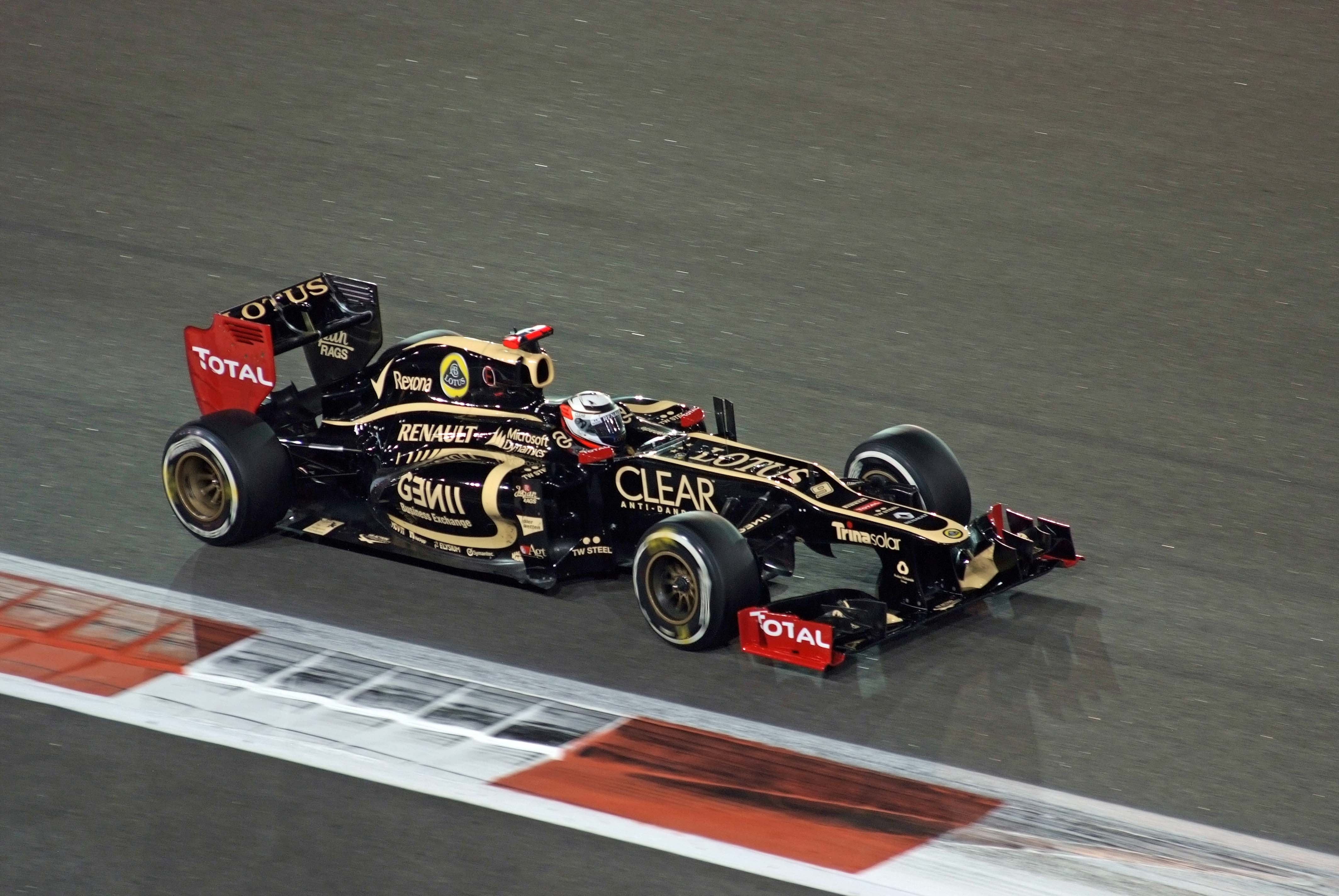
Kimi Räikkönen vann loppet, och tog därmed sin första seger sedan Belgiens Grand Prix 2009.

| Pos. | Nr | Förare             | Konstruktör          | Varv | Tid                 | Grid | P  |
| ---- | -- | ------------------ | -------------------- | ---- | ------------------- | ---- | -- |
| 1    | 9  | Kimi Räikkönen     | Lotus-Renault        | 55   | 1:45.58,667         | 4    | 25 |
| 2    | 5  | Fernando Alonso    | Ferrari              | 55   | +0,852              | 6    | 18 |
| 3    | 1  | Sebastian Vettel   | Red Bull-Renault     | 55   | +4,163              | PL   | 15 |
| 4    | 3  | Jenson Button      | McLaren-Mercedes     | 55   | +7,787              | 5    | 12 |
| 5    | 18 | Pastor Maldonado   | Williams-Renault     | 55   | +13,007             | 3    | 10 |
| 6    | 14 | Kamui Kobayashi    | Sauber-Ferrari       | 55   | +20,076             | 15   | 8  |
| 7    | 6  | Felipe Massa       | Ferrari              | 55   | +22,896             | 8    | 6  |
| 8    | 19 | Bruno Senna        | Williams-Renault     | 55   | +23,542             | 14   | 4  |
| 9    | 11 | Paul di Resta      | Force India-Mercedes | 55   | +24,160             | 12   | 2  |
| 10   | 16 | Daniel Ricciardo   | Toro Rosso-Ferrari   | 55   | +27,463             | 16   | 1  |
| 11   | 7  | Michael Schumacher | Mercedes             | 55   | +28,075             | 13   |    |
| 12   | 17 | Jean-Éric Vergne   | Toro Rosso-Ferrari   | 55   | +34,906             | 17   |    |
| 13   | 20 | Heikki Kovalainen  | Caterham-Renault     | 55   | +47,764             | 18   |    |
| 14   | 24 | Timo Glock         | Marussia-Cosworth    | 55   | +56,473             | 21   |    |
| 15   | 15 | Sergio Pérez       | Sauber-Ferrari       | 55   | +56,768             | 11   |    |
| 16   | 21 | Vitalij Petrov     | Caterham-Renault     | 55   | +1.04,595           | 20   |    |
| 17   | 22 | Pedro de la Rosa   | HRT-Cosworth         | 55   | +1.11,778           | 221  |    |
| Ret  | 25 | Charles Pic        | Marussia-Cosworth    | 41   | Motor               | 19   |    |
| Ret  | 10 | Romain Grosjean    | Lotus-Renault        | 37   | Kollision           | 9    |    |
| Ret  | 2  | Mark Webber        | Red Bull-Renault     | 37   | Kollision           | 2    |    |
| Ret  | 4  | Lewis Hamilton     | McLaren-Mercedes     | 19   | Bränsletryck        | 1    |    |
| Ret  | 23 | Narain Karthikeyan | HRT-Cosworth         | 7    | Hydraulik/Kollision | 23   |    |
| Ret  | 8  | Nico Rosberg       | Mercedes             | 7    | Kollision           | 7    |    |
| Ret  | 12 | Nico Hülkenberg    | Force India-Mercedes | 0    | Kollision           | 10   |    |

| Förare och stall som tog poäng ▬▬ |

## Ställning efter loppet
|   | Pos. | Förare           | Poäng |
| - | ---- | ---------------- | ----- |
| ▬ | 1    | Sebastian Vettel | 255   |
| ▬ | 2    | Fernando Alonso  | 245   |
| ▬ | 3    | Kimi Räikkönen   | 198   |
| ▬ | 4    | Mark Webber      | 167   |
| ▬ | 5    | Lewis Hamilton   | 165   |

|   | Pos. | Konstruktör      | Poäng |
| - | ---- | ---------------- | ----- |
| ▬ | 1    | Red Bull-Renault | 422   |
| ▬ | 2    | Ferrari          | 340   |
| ▬ | 3    | McLaren-Mercedes | 318   |
| ▬ | 4    | Lotus-Renault    | 288   |
| ▬ | 5    | Mercedes         | 136   |

- Notering: Endast de fem bästa placeringarna i vardera mästerskap finns med på listorna.